# Tytthobittacus
Tytthobittacus is een geslacht van schorpioenvliegachtigen (Mecoptera) uit de familie hangvliegen (Bittacidae). 

## Soort
Tytthobittacus omvat de volgende soort:
- Tytthobittacus macalpinei Smithers, 1973